# Queen of the Reich
"Queen of the Reich" es el primer sencillo de la banda estadounidense de metal progresivo Queensrÿche, y una de sus canciones más conocidas. Esta canción sirvió como base del nombre de la banda, puesto que en aquel entonces eran conocidos como The Mob, evitando polémicas con la Alemania nazi.
- Datos: Q7270668